# HARD社の社長が社員に面白いと認めさせたクイズ第一弾、君も成田へ行って勝手にジャンケンをしよう
『HARD社の社長が社員に面白いと認めさせたクイズ第一弾、君も成田へ行って勝手にジャンケンをしよう』（ハードしゃのしゃちょうがしゃいんにおもしろいとみとめさせたクイズだいいちだん、きみもなりたへいってかってにジャンケンをしよう）は、1988年にHARD社から発売されたコンピュータゲーム。

## 概要
当時のアダルトソフトメーカーであるHARD社より発売されたCG集的なゲームソフト。タイトルの長さが目を引くが、当時の広告では『勝手に成ジャン』（かってにせいじゃん）などと表記されていた。タイトルの由来はアメリカ横断ウルトラクイズの成田空港のジャンケン予選のパロディ。

## ゲーム内容
『パネルクイズ アタック25』の「アタックチャンス」のようにクイズに答えていくことで画面上のパネルがめくれていき、パネル奥の女の子のお色気画像が見られるという趣向。全部で40人の女の子が登録されている。